# Franco Bitossi
Franco Bitossi (Camaioni di Carmignano, 1 september 1940) is een voormalig Italiaans wielrenner. Hij was profwielrenner van 1961 tot en met 1978.

## Carrière
Bitossi won het puntenklassement in 1968 tijdens de Ronde van Frankrijk en als enige in de geschiedenis van de Tour de France kreeg hij daarvoor, onder invloed van de sponsor Sic Champigneulles, een rode trui (in de andere jaren was die groen). Hij won tijdens zijn carrière onder meer etappes in de Tour de France en de Giro d'Italia. Daarnaast wist hij enkele overwinningen te boeken in klassiekers. Hij won namelijk twee keer de Ronde van Lombardije en twee keer het Kampioenschap van Zürich. Hij had onder meer de bijnaam Cuore matto (Gekke hart). Deze bijnaam kreeg hij, omdat hij last kon hebben van hartkloppingen en daarom zelfs weleens moest stoppen voordat hij verder kon rijden.

## Belangrijkste overwinningen
1961
- 2e etappe (deel A) Tre Giorni del Sud

1964
- 3e, 16e, 17e en 20e etappe Ronde van Italië
- Bergklassement Ronde van Italië

1965
- Ronde van Lazio
- Kampioenschap van Zürich
- 2e en 5e etappe Ronde van Zwitserland
- Eindklassement Ronde van Zwitserland
- 21e etappe Ronde van Italië
- Bergklassement Ronde van Italië

1966
- 1e etappe (deel B) Ronde van Romandië
- 4e etappe Ronde van Romandië
- 5e en 17e etappe Ronde van Frankrijk
- 14e en 16e etappe Ronde van Italië
- Bergklassement Ronde van Italië
- Coppa Sabatini

1967
- 7e etappe Ronde van Italië
- Coppa Agostoni
- Trofeo Laigueglia
- Ronde van Lombardije
- Eindklassement Tirreno-Adriatico

1968
- 7e etappe Ronde van Sardinië
- 4e etappe Tirreno-Adriatico
- 7e en 16e etappe Ronde van Frankrijk
- Puntenklassement Ronde van Frankrijk
- 17e etappe Ronde van Italië
- Coppa Bernocchi
- Kampioenschap van Zürich
- Milaan-Turijn
- Ronde van Toscane
- Coppa Sabatini

1969
- 7e en 8e etappe Ronde van Catalonië
- 1e en 2e etappe Tirreno-Adriatico
- 11e en 14e etappe Ronde van Italië
- Puntenklassement Ronde van Italië
- Coppa Agostoni
- GP Larciano

1970
- Ronde van Veneto
- GP Larciano
- 1e etappe Ronde van Catalonië
- Eindklassement Ronde van Catalonië
- 1e, 3e, 17e en 19e etappe Ronde van Italië
- Puntenklassement Ronde van Italië
- Italiaans kampioenschap op de weg
- 2e etappe Ronde van Romandië
- 1e en 3e etappe Ronde van Zwitserland
- Ronde van Campania
- Ronde van Emilia
- Ronde van Lombardije

1971
- 15e etappe Ronde van Italië
- Italiaans kampioenschap op de weg
- Coppa Agostoni
- Ronde van Romagna
- GP Industria & Commercio di Prato
- 3e etappe Parijs-Nice
- 1e etappe (deel B) Ronde van Romandië

1972
- Ronde van Reggio Calabria
- Eindklassement Ronde van Puglia
- Ronde van Campania

1973
- Ronde van Veneto
- GP Larciano
- 6e etappe (deel B) Ronde van Sardinië
- Ronde van Emilia

1974
- 4e etappe Tirreno-Adriatico
- 6e, 8e en 18e etappe Ronde van Italië
- GP Cannes
- Ronde van Romagna
- Trofeo Matteotti
- 3e (deel A en B), 6e en 9e (deel A) etappe Ronde van Zwitserland

1975
- 1e etappe Ronde van Puglia
- 15e etappe Ronde van Italië
- 4e en 5e etappe Ronde van de Middellandse Zee
- 3e etappe Parijs-Nice

1976
- Italiaans kampioenschap op de weg
- Coppa Bernocchi
- Ronde van Friuli
- 2e etappe (deel A) Ronde van de Middellandse Zee
- Trofeo Laigueglia
- GP Raf Jonckheere

1977
- GP Città di Camaiore
- Italiaans kampioenschap veldrijden

1978
- 2e etappe Tirreno-Adriatico
- Italiaans kampioenschap veldrijden

## Resultaten in voornaamste wedstrijden
| Jaar | Ronde van Italië | Ronde van Frankrijk | Ronde van Spanje |
| ---- | ---------------- | ------------------- | ---------------- |
| 1963 | 28e              |                     |                  |
| 1964 | 10e (4)          |                     |                  |
| 1965 | 7e (1)           |                     |                  |
| 1966 | 8e (2)           | 17e (2)             |                  |
| 1967 | 15e (1)          |                     |                  |
| 1968 | 9e (1)           | 8e (2)              |                  |
| 1969 | 10e (2)          |                     |                  |
| 1970 | 7e (4)           |                     |                  |
| 1971 | 23e (1)          |                     |                  |
| 1972 | opgave           |                     |                  |
| 1973 | opgave           |                     |                  |
| 1974 | 9e (3)           |                     |                  |
| 1975 | 26e (1)          |                     |                  |
| 1976 | opgave           |                     |                  |
| 1977 | 73e              |                     |                  |
| 1978 | opgave           |                     |                  |

| Jaar | Milaan-San Remo | Gent-Wevelgem | Ronde van Vlaanderen | Luik-Bast.‑Luik | Ronde van Lombardije | Waalse Pijl |  | WK op de weg |  | Wereldranglijsten |
| ---- | --------------- | ------------- | -------------------- | --------------- | -------------------- | ----------- |  | ------------ |  | ----------------- |
| 1963 |                 |               |                      |                 |                      |             |  |              |  |                   |
| 1964 |                 |               |                      |                 | 15e                  |             |  |              |  |                   |
| 1965 | 24e             |               |                      |                 | 4e                   |             |  |              |  |                   |
| 1966 | 43e             |               |                      |                 |                      |             |  |              |  |                   |
| 1967 | ↑               |               |                      | 10e             | ↑                    | 50e         |  |              |  | 9e (SPP)          |
| 1968 | 67e             |               |                      |                 | ↑                    |             |  | 4e           |  | 13e (SPP)         |
| 1969 | 90e             |               | 4e                   | 14e             | ↑                    |             |  |              |  | 18e (SPP)         |
| 1970 | 44e             |               |                      |                 | ↑                    |             |  | 9e           |  | 16e (SPP)         |
| 1971 | 39e             |               |                      |                 | ↑                    |             |  | 16e          |  | 21e (SPP)         |
| 1972 | 39e             |               |                      |                 | 9e                   |             |  | ↑            |  | 21e (SPP)         |
| 1973 | 11e             |               |                      |                 | 9e                   |             |  | 14e          |  |                   |
| 1974 | 4e              |               |                      |                 | 8e                   | 11e         |  |              |  |                   |
| 1975 | 43e             | 15e           |                      |                 |                      |             |  |              |  |                   |
| 1976 | 74e             |               |                      |                 | 8e                   |             |  |              |  |                   |
| 1977 |                 |               |                      |                 | ↑                    |             |  | ↑            |  | 20e (SPP)         |
| 1978 | 26e             |               |                      |                 |                      |             |  |              |  |                   |